# Gymnastikos Syllogos Apollōn Smyrnīs
Il Gymnastikos Syllogos Apollōn Smyrnīs (in greco Γυμναστικός Σύλλογος Απόλλων Σμύρνης?), è una società calcistica greca con sede nel quartiere di Rizoupoli, nella città di Atene. Il club oggi milita nel campionato regionale di Atene, la quarta serie del campionato greco.

## Storia
È uno dei più antichi club di calcio greci, essendo stato fondato nel 1891 a Smirne da Chrysostomos Kalafatis, santo della Chiesa ortodossa. Dopo la sconfitta militare ellenica nella Guerra greco-turca (1919–1922) il sodalizio si trasferì ad Atene.

## Organico

### Rosa 2022-2023
| N. |                        | Ruolo | Calciatore              |
| -- | ---------------------- | ----- | ----------------------- |
| 1  | Grecia (bandiera)      | P     | Kōnstantinos Kotsarīs   |
| 2  | Brasile (bandiera)     | D     | Lucas Mazetti           |
| 3  | Argentina (bandiera)   | D     | Matías Odone            |
| 4  | Grecia (bandiera)      | D     | Konstantinos Tsamouris  |
| 5  | Brasile (bandiera)     | D     | Luiz Domingues          |
| 6  | Grecia (bandiera)      | D     | Vangelis Theocharis     |
| 8  | Kosovo (bandiera)      | C     | Besar Halimi            |
| 10 | Francia (bandiera)     | C     | Michaël Pereira         |
| 11 | Cipro (bandiera)       | C     | Giorgos Papageorgiou    |
| 13 | Bielorussia (bandiera) | A     | Mikalaj Sihnevič        |
| 16 | Slovenia (bandiera)    | P     | Grega Sorčan            |
| 17 | Grecia (bandiera)      | D     | Efstathios Chatzimarkos |
| 19 | Argentina (bandiera)   | C     | Germán Herrera          |
| 20 | Grecia (bandiera)      | D     | Konstantinos Tabas      |

| N. |                      | Ruolo | Calciatore              |
| -- | -------------------- | ----- | ----------------------- |
| 22 | Argentina (bandiera) | D     | Brian Lluy              |
| 23 | Grecia (bandiera)    | D     | Dimitrios Patapis       |
| 27 | Argentina (bandiera) | A     | Pablo Cuadra            |
| 29 | Ghana (bandiera)     | A     | Sadat Karim             |
| 30 | Svizzera (bandiera)  | C     | Gabriel Lüchinger       |
| 32 | Grecia (bandiera)    | C     | Nikolaos Anastasopoulos |
| 33 | Grecia (bandiera)    | D     | Nikolaos Korovesīs      |
| 34 | Grecia (bandiera)    | P     | Vasilios Kinalis        |
| 45 | Grecia (bandiera)    | A     | Panagiōtīs Mōraïtīs     |
| 55 | Belgio (bandiera)    | D     | Japhet Muanza           |
| 62 | Grecia (bandiera)    | D     | Timotheos Tselepidis    |
| 64 | Albania (bandiera)   | C     | Fatjon Andoni           |
| 80 | Grecia (bandiera)    | C     | Georgios Moustakopoulos |

### Rosa 2021-2022
| N. |                      | Ruolo | Calciatore            |
| -- | -------------------- | ----- | --------------------- |
| 1  | Grecia (bandiera)    | P     | Kōnstantinos Kotsarīs |
| 2  | Grecia (bandiera)    | D     | Antōnīs Ntentakīs     |
| 3  | Grecia (bandiera)    | D     | Vasilios Vitlis       |
| 4  | Marocco (bandiera)   | D     | Adil Rhaili           |
| 5  | Brasile (bandiera)   | D     | Luiz Domingues        |
| 6  | Grecia (bandiera)    | D     | Dimos Baxevanidis     |
| 7  | Grecia (bandiera)    | C     | Geōrgios Pamlidīs     |
| 8  | Romania (bandiera)   | C     | Florentin Matei       |
| 9  | Grecia (bandiera)    | A     | Nikolaos Iōannidīs    |
| 10 | Argentina (bandiera) | C     | Nicolás Martínez      |
| 11 | Cipro (bandiera)     | C     | Giorgos Papageorgiou  |
| 13 | Belgio (bandiera)    | P     | Davino Verhulst       |

| N. |                        | Ruolo | Calciatore                   |
| -- | ---------------------- | ----- | ---------------------------- |
| 17 | Paesi Bassi (bandiera) | D     | Jordy Tutuarima              |
| 18 | Grecia (bandiera)      | C     | Manolis Kragiopoulos         |
| 21 | Colombia (bandiera)    | C     | Fabry Castro                 |
| 23 | Grecia (bandiera)      | C     | Sōtīrīs Tsiloulīs            |
| 27 | Nigeria (bandiera)     | A     | Abiola Dauda                 |
| 31 | Grecia (bandiera)      | D     | Chrīstos Lisgaras (capitano) |
| 64 | Albania (bandiera)     | C     | Fatjon Andoni                |
| 77 | Tunisia (bandiera)     | A     | Wajdi Sahli                  |
| 91 | Paesi Bassi (bandiera) | A     | Rajiv van La Parra           |
| 97 | Grecia (bandiera)      | P     | Ilias Kyritsis               |

### Rosa 2018-2019
Aggiornata al 30 gennaio 2019.
| N. |                      | Ruolo | Calciatore                  |
| -- | -------------------- | ----- | --------------------------- |
| 1  | Brasile (bandiera)   | P     | Huanderson                  |
| 2  | Grecia (bandiera)    | D     | Giannis Kontoes             |
| 3  | Argentina (bandiera) | D     | Matías Orihuela             |
| 4  | Grecia (bandiera)    | D     | Michalis Kyrgias (capitano) |
| 5  | Grecia (bandiera)    | D     | Nikos Vafeas                |
| 6  | Albania (bandiera)   | C     | Klodian Gino                |
| 8  | Brasile (bandiera)   | C     | Thomás                      |
| 9  | Grecia (bandiera)    | A     | Thomas Nazlidis             |
| 11 | Spagna (bandiera)    | D     | Fonsi                       |
| 18 | Argentina (bandiera) | A     | Joel Acosta                 |
| 21 | Grecia (bandiera)    | C     | Iraklis Garoufalias         |
| 23 | Argentina (bandiera) | C     | Matías Defederico           |
| 24 | Grecia (bandiera)    | D     | Antōnīs Oikonomopoulos      |

| N. |                      | Ruolo | Calciatore                        |
| -- | -------------------- | ----- | --------------------------------- |
| 25 | Grecia (bandiera)    | D     | Giannis Stathis                   |
| 27 | Grecia (bandiera)    | C     | Georgios-Anastasios Christopoulos |
| 29 | Grecia (bandiera)    | D     | Leonidas Rossi                    |
| 30 | Italia (bandiera)    | C     | Christian D'Urso                  |
| 33 | Argentina (bandiera) | A     | Germán Rivero                     |
| 44 | Grecia (bandiera)    | D     | Christos Zervopoulos              |
| 45 | Grecia (bandiera)    | A     | Giannis Varkas                    |
| 62 | Grecia (bandiera)    | C     | Giannis Kontogiannopoulos         |
| 69 | Grecia (bandiera)    | C     | Christos Agrodimos                |
| 77 | Grecia (bandiera)    | P     | Theodoros Bifsas                  |
| 94 | Libano (bandiera)    | A     | Hilal El-Helwe                    |
| 97 | Grecia (bandiera)    | P     | Lefteris Astras                   |

### Rosa 2017-2018
Aggiornata al 2 settembre 2017.
| N. |                           | Ruolo | Calciatore             |
| -- | ------------------------- | ----- | ---------------------- |
| 1  | Croazia (bandiera)        | P     | Ivan Čović             |
| 2  | Grecia (bandiera)         | D     | Giannis Kontoes        |
| 4  | Grecia (bandiera)         | D     | Michalis Kyrgias       |
| 6  | Grecia (bandiera)         | D     | Georgios Dasios        |
| 7  | Polonia (bandiera)        | C     | Bartłomiej Babiarz     |
| 9  | Francia (bandiera)        | A     | Lynel Kitambala        |
| 10 | Costa d'Avorio (bandiera) | C     | Emmanuel Koné          |
| 11 | Paesi Bassi (bandiera)    | C     | Darren Maatsen         |
| 12 | Grecia (bandiera)         | C     | Savvas Siatravanis     |
| 14 | Grecia (bandiera)         | C     | Chrīstos Almpanīs      |
| 15 | Israele (bandiera)        | A     | Eli Elbaz              |
| 16 | Paesi Bassi (bandiera)    | C     | Nassir Maachi          |
| 19 | Grecia (bandiera)         | C     | Konstantinos Mendrinos |

| N. |                      | Ruolo | Calciatore            |
| -- | -------------------- | ----- | --------------------- |
| 20 | Spagna (bandiera)    | A     | Añete                 |
| 21 | Argentina (bandiera) | A     | Gonzalo Castillejos   |
| 23 | Grecia (bandiera)    | D     | Nikolaos Vafeas       |
| 24 | Grecia (bandiera)    | D     | Anastasios Papazoglou |
| 28 | Grecia (bandiera)    | D     | Vasilios Vallianos    |
| 30 | Italia (bandiera)    | C     | Christian D'Urso      |
| 55 | Grecia (bandiera)    | D     | Alexandros Kouros     |
| 77 | Brasile (bandiera)   | P     | Huanderson            |
| 79 | Grecia (bandiera)    | C     | Michalis Kallergis    |
| 82 | Argentina (bandiera) | D     | Sebastián Bartolini   |
| 88 | Grecia (bandiera)    | P     | Dimitrios Tairis      |
| 91 | Grecia (bandiera)    | P     | Michalis Zaropoulos   |

### Rosa 2016-2017
Aggiornata al 2 settembre 2016.
| N. |                      | Ruolo | Calciatore               |
| -- | -------------------- | ----- | ------------------------ |
| 1  | Grecia (bandiera)    | P     | Georgios Georgakopoulos  |
| 2  | Grecia (bandiera)    | D     | Xenofon Panos            |
| 3  | Albania (bandiera)   | D     | Simon Rrumbullaku        |
| 4  | Grecia (bandiera)    | D     | Michalis Kyrgias         |
| 5  | Grecia (bandiera)    | D     | Georgios Delizisis       |
| 6  | Grecia (bandiera)    | D     | Georgios Dasios          |
| 7  | Grecia (bandiera)    | C     | Paschalis Kassos         |
| 9  | Grecia (bandiera)    | A     | Dimitrios Diamantopoulos |
| 10 | Argentina (bandiera) | C     | Diego Romano             |
| 11 | Grecia (bandiera)    | C     | Nikolaos Pourtoulidis    |
| 12 | Grecia (bandiera)    | C     | Savvas Siatravanis       |
| 13 | Grecia (bandiera)    | C     | Christos Tzanis          |
| 14 | Grecia (bandiera)    | C     | Chrīstos Almpanīs        |
| 15 | Grecia (bandiera)    | D     | Georgios Valerianos      |

| N. |                           | Ruolo | Calciatore               |
| -- | ------------------------- | ----- | ------------------------ |
| 16 | Grecia (bandiera)         | A     | Armando Goufas           |
| 18 | Grecia (bandiera)         | C     | Antonis Tsiaras          |
| 20 | Costa d'Avorio (bandiera) | C     | Emmanuel Koné            |
| 21 | Grecia (bandiera)         | A     | Alexandros Perogamvrakis |
| 22 | Grecia (bandiera)         | P     | Dionysīs Chiōtīs         |
| 23 | Grecia (bandiera)         | C     | Nikolaos Tringas         |
| 27 | Grecia (bandiera)         | A     | Lampros Kamarinopoulos   |
| 28 | Grecia (bandiera)         | A     | Antōnīs Petropoulos      |
| 31 | Albania (bandiera)        | P     | Aldjon Pashaj            |
| 33 | Grecia (bandiera)         | P     | Christos Mavridis        |
| 65 | Grecia (bandiera)         | D     | Manolis Aliatidis        |
| 79 | Grecia (bandiera)         | C     | Michalis Kallergis       |
|    | Brasile (bandiera)        | A     | Willie                   |

### Rosa 2013-2014
Aggiornata al 1º luglio 2014.
| N. |                           | Ruolo | Calciatore           |
| -- | ------------------------- | ----- | -------------------- |
| 2  | Grecia (bandiera)         | D     | Georgios Chatzizisis |
| 3  | Grecia (bandiera)         | C     | Michalis Kallergis   |
| 5  | Grecia (bandiera)         | D     | Georgios Delizisis   |
| 6  | Grecia (bandiera)         | C     | Petros Kanakoudis    |
| 10 | Grecia (bandiera)         | A     | Ilias Tsiligiris     |
| 11 | Grecia (bandiera)         | C     | Dimitrios Diamantis  |
| 12 | Grecia (bandiera)         | C     | Efstratios Bentas    |
| 13 | Italia (bandiera)         | C     | Leandro Álvarez      |
| 15 | Brasile (bandiera)        | C     | Hegon                |
| 16 | Grecia (bandiera)         | D     | Giannis Sigalas      |
| 17 | Grecia (bandiera)         | D     | Spyros Dimogiannis   |
| 18 | Grecia (bandiera)         | A     | Paolo Farinola       |
| 19 | Costa d'Avorio (bandiera) | A     | Franck Guela         |
| 20 | Grecia (bandiera)         | P     | Georgios Goumagias   |
| 21 | Grecia (bandiera)         | C     | Georgios Barkoglou   |
| 22 | Brasile (bandiera)        | D     | Dennis Souza         |

| N. |                         | Ruolo | Calciatore             |
| -- | ----------------------- | ----- | ---------------------- |
| 23 | Grecia (bandiera)       | D     | Leonidas Argyropoulos  |
| 25 | Sierra Leone (bandiera) | C     | John Kamara            |
| 27 | Svezia (bandiera)       | A     | Mikael Dahlberg        |
| 29 | Argentina (bandiera)    | A     | Adrián Lucero          |
| 31 | Albania (bandiera)      | A     | Mario Selmanaj         |
| 33 | Grecia (bandiera)       | D     | Grigoris Papazacharias |
| 39 | Inghilterra (bandiera)  | A     | Lee Cook               |
| 97 | Grecia (bandiera)       | P     | Angelos Stramatopoulos |
|    | Grecia (bandiera)       | D     | Vasilios Golias        |
|    | Grecia (bandiera)       | D     | Georgios Georgiou      |
|    | Grecia (bandiera)       | C     | Georgios Karakostas    |
|    | Grecia (bandiera)       | C     | Ilias Dounis           |
|    | Argentina (bandiera)    | C     | Gastón González        |
|    | Grecia (bandiera)       | C     | Panagiōtīs Lagos       |
|    | Grecia (bandiera)       | A     | Leonidas Kyvelidis     |

## Palmarès

### Competizioni nazionali
- Beta Ethniki: 5

1969-1970, 1972-1973, 1974-1975, 2012-2013, 2016-2017
- Gamma Ethniki: 1

2011-2012 (gruppo 1)
- Delta Ethniki: 2

2009-2010 (gruppo 8), 2011-2012

### Competizioni regionali
- Campionato ateniese: 4

1924, 1938, 1948, 1958

### Altri piazzamenti
- Campionato greco:

Secondo posto: 1937-1938, 1947-1948
Terzo posto: 1931-1932, 1935-1936, 1954-1955, 1956-1957, 1961-1962
- Coppa di Grecia:

Finalista: 1995-1996
Semifinalista: 1931-1932, 1953-1954, 1954-1955, 1956-1957, 1958-1959, 1961-1962, 1966-1967, 1989-1990, 1992-1993, 2000-2001, 2014-2015
- Football League (Grecia):

Terzo posto: 2014-2015 (gruppo 1)
- Beta Ethniki:

Terzo posto: 1987-1988
- Souper Ligka Ellada 2:

Secondo posto: 2019-2020
- Delta Ethniki:

Secondo posto: 2008-2009 (gruppo 8)